# Werner Ericson

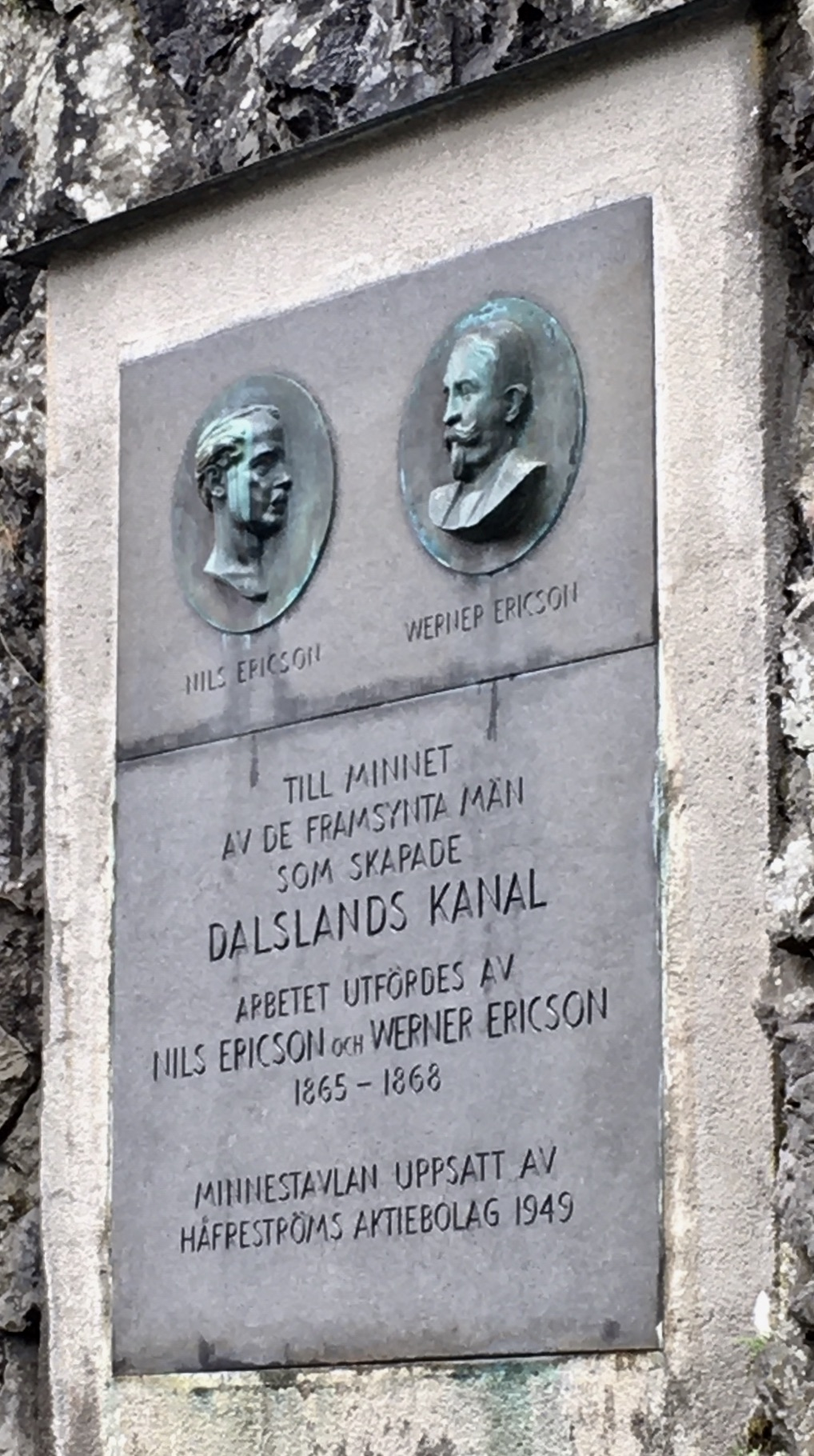
Nils och Werner Ericson, plakett invid Dalslands kanal.

Nils Werner Ericson, född 12 december 1838 på Åker i Gärdhems socken, död 8 mars 1900 i Trollhättan, var en svensk friherre,  militär, kanalbyggare och riksdagsman.
Werner Ericson var son till Nils Ericson och grevinnan Wendela von Schwerin. Han blev student vid Uppsala universitet 1855 och samma år furir vid Västgötadals regemente. Efter officersexamen året därpå blev han underlöjtnant vid Bohusläns regemente och 1860 befordrad till löjtnant. Han byggde på entreprenad Dalslands kanal, där fadern till största delen ledde projektet som helhet medan Werner Ericson ledde arbetet på plats. 1869 befordrades Werner Ericson till kapten men valde samtidigt att ta avsked från sin tjänst även om han kvarstod som kapten i armén. Året därpå tog han dock avsked från positionen. 
Werner Ericson var 1872–78 ledamot av riksdagens andra kammare. Han anlade och ägde tillsammans med sina bröder Vargöns pappersbruk. Omkring 1880 reste han till USA och var åtminstone en tid runt 1882 anställd vid byggnationen av Panamakanalen. Han skall därefter bland annat ha deltagit vid järnvägsbyggen i Chile. Werner Ericson blev friherre vid brodern John Ericsons död 1895. Han återvände till Sverige omkring 1899.